# MTV Video Music Award de la meilleure vidéo rock
Cet award décore la meilleure vidéo de l'année d'un artiste Rock.
Voici la liste des gagnants dans cette catégorie aux MTV VMA's depuis 1989.
| Année | Artiste                | Vidéo                                    |
| ----- | ---------------------- | ---------------------------------------- |
| 1989  | Guns N' Roses          | "Sweet Child O' Mine"                    |
| 1990  | Aerosmith              | "Janie's Got a Gun"                      |
| 1991  | Aerosmith              | "The Other Side"                         |
| 1992  | Metallica              | "Enter Sandman"                          |
| 1993  | Pearl Jam              | "Jeremy"                                 |
| 1994  | Soundgarden            | "Black Hole Sun"                         |
| 1995  | White Zombie           | "More Human Than Human"                  |
| 1996  | Metallica              | "Until It Sleeps"                        |
| 1997  | Aerosmith              | "Falling In Love (Is Hard On The Knees)" |
| 1998  | Aerosmith              | "Pink"                                   |
| 1999  | KoЯn                   | "Freak On A Leash"                       |
| 2000  | Limp Bizkit            | "Break Stuff"                            |
| 2001  | Limp Bizkit            | "Rollin' (Air Raid Vehicle)"             |
| 2002  | Linkin Park            | "In The End"                             |
| 2003  | Linkin Park            | "Somewhere I Belong"                     |
| 2004  | Jet                    | "Are You Gonna Be My Girl"               |
| 2005  | Green Day              | "Boulevard of Broken Dreams"             |
| 2006  | AFI                    | "Miss Murder"                            |
| 2007  | Non décerné            | -                                        |
| 2008  | Linkin Park            | "Shadow of the Day"                      |
| 2009  | Green Day              | "21 Guns"                                |
| 2010  | Thirty Seconds to Mars | "Kings and Queens"                       |
| 2011  | Foo Fighters           | "Walk"                                   |
| 2012  | Coldplay               | "Paradise"                               |
| 2013  | Thirty Seconds to Mars | "Up in the Air"                          |
| 2014  | Lorde                  | "Royals"                                 |
| 2015  | Fall Out Boy           | "Uma Thurman"                            |
| 2016  | Twenty One Pilots      | "Heathens"                               |
| 2017  | Twenty One Pilots      | "Heavydirtysoul"                         |
| 2018  | Imagine Dragons        | "Whatever It Takes"                      |
| 2019  | Panic! at the Disco    | "High Hopes"                             |
| 2020  | Coldplay               | "Orphans"                                |
| 2021  | John Mayer             | "Last Train Home"                        |
| 2022  | Red Hot Chili Peppers  | "Black Summer"                           |